# Szkoła Głównego Zarządu Wywiadowczego MBP NRD

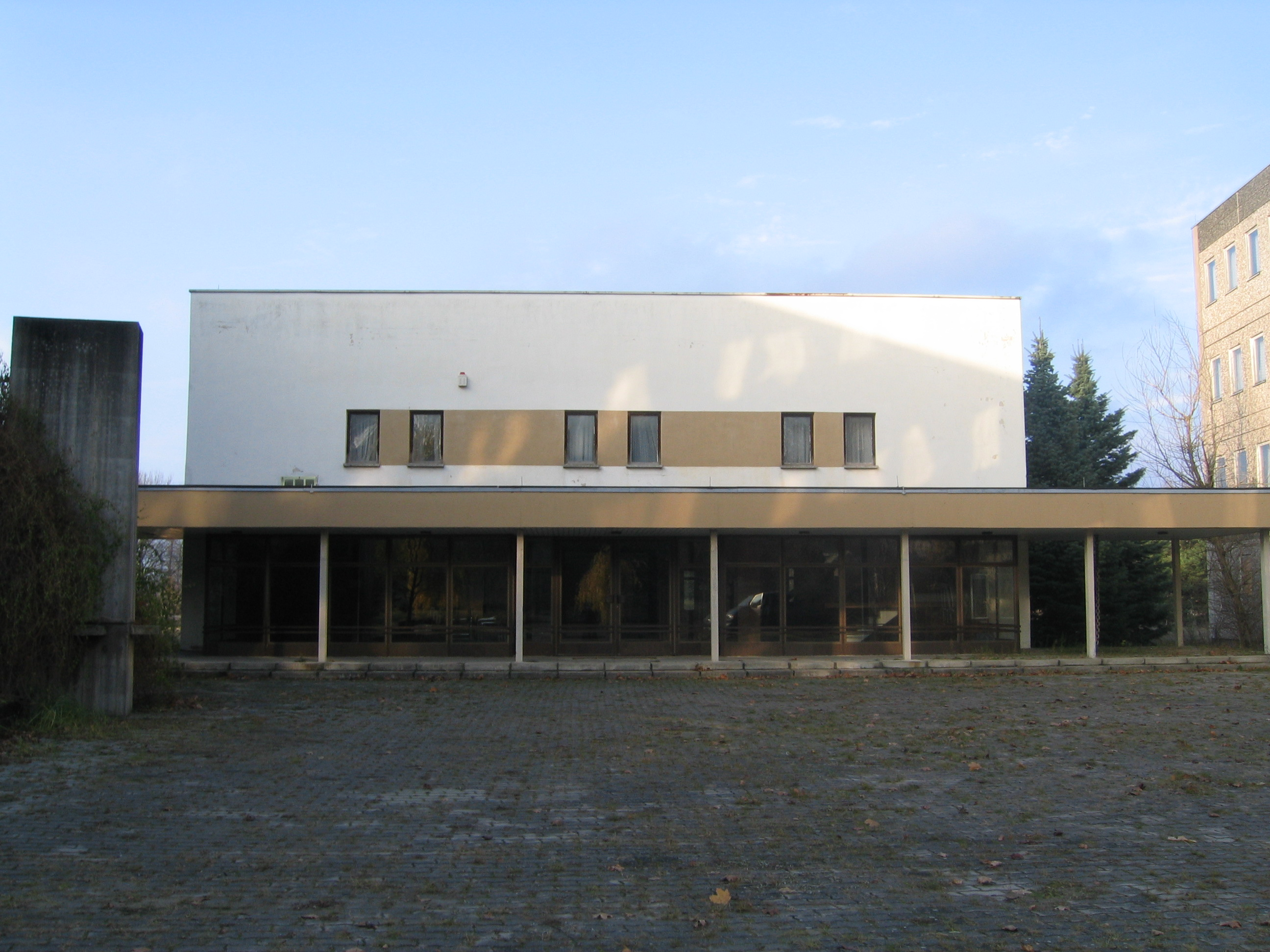
Sala widowiskowa b. Szkoły Głównego Zarządu Wywiadu MBP NRD w Gosen pod Berlinem

Szkoła Głównego Zarządu Wywiadu MBP NRD (Schule der HV A), z siedzibą w Gosen pod Berlinem.

## Berlin/Gransee
Szkoła powstała jako Szkoła APN, służby zagranicznego wywiadu politycznego NRD (Außenpolitische Nachrichtendienst – APN) w 1952 w Berlinie-Pankow przy Tschaikowskistr. 14, skąd w 1954 została przeniesiona na płn. od Berlina do Gransee.

## Belzig
Oceniając w drugiej połowie lat 50. dotychczasowy obiekt za mały, pod koniec tychże lat przejęto kompleks (15 ha), który służył wcześniej m.in. SS, wojskowym sportowcom, HJ, BDM oraz FDGB, położony ok. 80 km na płd. od Berlina nad jez. Gransee w uzdrowisku Belzig. W ramach APN funkcjonował pod wewnętrzną nazwą obiektu nr 9 (Objekt 9), następnie obiektu S (Objekt S), co było skrótem od (Objekt Schule), oficjalnie pod nazwą przykrywkową Centralnej Szkoły Towarzystwa Sportu i Techniki im. Edkara André (Zentralschule der Gesellschaft für Sport und Technik Edkar André – GST). Pracownicy i słuchacze byli umundurowani w uniformy GST, zaś szkołę określali nieoficjalnie jako „Waldschule” (szkoła leśna). W 1956 wraz z przejściem służby wywiadu z resortu spraw zagranicznych do MBP, i przeprowadzonych z tejże okazji reorganizacjom, zmieniono szkole nazwę na Szkoła Głównego Zarządu Wywiadu (Schule der HV A). 16 lutego 1965 nadano jej uprawnienia akademickie formalnie włączając ją na prawach wydziału (Sektion A) do struktur Wyższej Szkoły Prawniczej w Poczdamie (Juristische Hochschule Potsdam). Komendant szkoły wywiadu pełnił też funkcję prorektora uczelni MBP. 
W 1991 teren dotychczasowej szkoły w Belzig został zakupiony od Urzędu Powierniczego (Treuhandanstalt) za sumę 2,1 mln DM przez Centrum Eksperymentalnego Zarządzania Kulturą (Zentrum für Experimentelle GesellschaftsGestaltung – ZEGG).

## Gosen
W 1988 szkołę przeniesiono do wybudowanego kosztem 70 mln marek NRD na południowo-wschodnich obrzeżach Berlina nowego kompleksu szkoleniowego nad jez. Seddinsee przy Eichwalder Str. 100 w Gosen, pow. Fürstenwalde, ok. 3 km na płd. od Erkner. Wcześniej były to tereny rekreacyjne określane jako Gosener Berge (Góry Gosen) wraz z wieżą widokowa i restauracją. Powstały budynki wykładowe, hotelowe, sala widowiskowa na 300 osób, sala sportowa i basen. Całość była określana przez ludzi wywiadu „kombinatem” (Kombinat). Z dniem 1 stycznia 1988 do szkoły HV A włączono też Szkołę Językową MBP (Fremdsprachenschule) w Dammsmühle koło Mühlenbeck. W szkole szkolono etatowych funkcjonariuszy HVA w kursach trzyletnich, które kończyli uzyskując tytuł dyplomowanego prawnika. Szkoła zatrudniała około 300 pracowników.
W bliskiej odległości wybudowano bunkier dla kierownictwa Zarządu Wywiadu (Bunker der Ausweichführungsstelle der HVA) o pow. ok. 1200 n².

## Podział organizacyjny i wykładane przedmioty
- Wydział A (Lehrbereich A)
  - Wykształcenie polityczne (Politisch-operative Ausbildung)
  - Teoria socjalizmu (Sozialismustheorie)
  - Imperializm / Analiza reżimów (Imperialismus/Regimeanalyse)
  - Polityka międzynarodowa (Internationale Politik)
  - Historia i zachowanie tradycji (Geschichte und Traditionspflege)
- Wydział B (Lehrbereich B)
  - Rodzaje i metodologia pracy wywiadowczej (Operative Spezialdisziplin und Methodik der nachrichtendienstlichen Arbeit)
  - Rozpracowywanie obiektów i osób (Objekt- und Personenbearbeitung)
  - Bezpieczeństwo działań nieoficjalnych, oficjalnych rezydentur (Sicherheit der inoffiziellen Kräfte, legale Residenturen)
  - Nauki o zarządzaniu i psychologii (Leitungswissenschaft und Psychologie)
  - Metodologia operacyjna (Operative Methodik)
- Wydział F (Lehrbereich F)
  - Szkoła Językowa MBP (Fremdsprachenschule des MfS)

## Komendanci
- Bruno Haid (1952)
- Robert Korb, p.o. (1952-1953)
- Erich Hanke (1953-1955)[2]
- ppłk. Rudolf Bartonek (1955-1964)
- mjr./ppłk./płk. Otto Wendel (1966–1986)
- ppłk./płk. prof. Bernd Kaufmann (1986-1990)